# Kanton Breteuil (Oise)
Kanton Breteuil (fr. Canton de Breteuil) byl francouzský kanton v departementu Oise v regionu Pikardie. Skládal se z 23 obcí. Zrušen byl po reformě kantonů 2014.

## Obce kantonu
- Ansauvillers
- Bacouël
- Beauvoir
- Bonneuil-les-Eaux
- Bonvillers
- Breteuil
- Broyes
- Chepoix
- Esquennoy
- Fléchy
- Gouy-les-Groseillers
- La Hérelle
- Le Mesnil-Saint-Firmin
- Mory-Montcrux
- Paillart
- Plainville
- Rocquencourt
- Rouvroy-les-Merles
- Sérévillers
- Tartigny
- Troussencourt
- Vendeuil-Caply
- Villers-Vicomte